# Lola Beltrán
Lola Beltrán, nome d'arte di María Lucila Beltrán Ruiz (Rosario, 7 marzo 1932 – Città del Messico, 24 marzo 1996), è stata una cantante e attrice messicana.

## Biografia
Nella sua città natale Lola Beltrán studiava per diventare segretaria prima di partecipare a concorsi musicali.
Successivamente migrò a Città del Messico e lavorò all'emittente radio XEW, dove fu scoperta dalla cantante Matilde Sánchez, che le permise di partecipare allo show, di cui era la prima voce, Así es mi tierra di Tata Nacho.
Si sposò con il torero e attore Alfredo Leal, da cui ebbe la figlia Marìa Elena e con cui adottò José Quintìn.
Al 1954 risale la sua prima esperienza cinematografica, partecipando alla pellicola El tesoro de la Muerte, che fu seguita da numerose altre partecipazioni soprattutto in film musicali.
Lola Beltrán è stata un'attrice della telenovela Mi Rival e nel 1976 condusse il programma televisivo Noches Tapatìas, nel 1984 El estudio de Lola Beltrán su Televisa.
Lola Beltrán, insieme a Matilde Sánchez e Lucha Reyes sono considerati i maggiori esponenti della musica ranchera.
Inoltre è stata la prima cantante ranchera a tenere un concerto al Palazzo delle Belle Arti di Città del Messico, all'Olympia di Parigi, alla sala Tchaikovsky di Mosca e al Conservatorio di San Pietroburgo.
Alcune tra le sue interpretazioni maggiormente conosciute sono: Grítenme Piedras del Campo, Los Laureles, Huapango Torero, Cucurrucucú Paloma, Paloma Negra, Mi Ciudad, De Cualquier Modo Pelea de Gallos, La Piedra, Gracias e Alma de Acero.

## Attività

### Discografia
- La Grande Warner Music, 1988.
- Lola Beltrán en Bellas Artes Vols. 1-3, Rodven, 1992.
- De Don Cruz Lizarrago TH, 1992.
- Lola Beltrán T.H. Rodven, 1994.
- Musica Mexicana con Lola la Grande Sony, 1994.
- Con la Banda de Recodo de Don Cruz Orfeon, 1995.
- Interpreta á Cornelio Sony, 1995.
- Ay Jalisco no te Rajes Warner Music, 1995.
- Concierto en Vivo en Belles Artes (live), Vols. 1-2, Orfeon, 1995.
- Me Acordare de Ti Peerless, 1995.
- Reina de ca Cancion Ranchera WEA, 1995.
- Mi Amigo Juan Gabriel Sony, 1995.
- Interpreta á Jose Alfredo Jimenez WEA, 1996.
- Homenaja á Lola Beltrán Orfeon, 1996.
- Interpreta á Jose Alfredo Orfeon, 1996.
- Interpreta á Juan Gabriel Orfeon, 1996.
- Por Siempre Juntos Peerless, 1996.
- Tres Estrellas en el Cielo Orfeon, 1996.
- Tres Senoras EMI, 1996.
- Emociones Musart, 1997.
- En el Olimpia de Paris Orfeon, 1997.
- Immortales del Cine Mexicano Orfeon, 1997.
- Tu Tierra Te Llora Orfeon, 1997.
- Consagradas de Lola Beltrán Orfeon, 2001.
- Espectaculares de Lola Beltrán y Enriquita Jimenez WEA, 2002.
- Canciones mas Bonitas RCA, 2003.
- Canciones y Haupangos Peerless, 2003.
- Lola la Grande RCA, 2003.
- Mexico Lindo Vols. 1-3, T.H. Rodven, 2003.
- 20 Temas Originals T.H. Rodven, 2003.
- Tesoros Mexicanos WEA, 2003.

### Televisione

#### Telenovela
- Mi Rival (1973)

#### Intrattenimento
- Noches Tapatìas (1976)
- El estudio de Lola Beltrán (1984)

### Cinema
- Una gallina muy ponedora (1982)
- Las fuerzas vivas (1975)
- Me caíste del cielo (1975)
- Padre nuestro que estás en la tierra (1972)
- Furias bajo el cielo (1971)
- Duelo en El Dorado (1969)
- Valentín de la Sierra (1968)
- Matar es fácil (1966)
- Tirando a gol (1966)
- Cucurrucucú Paloma (1965)
- Canción del alma (1964)
- El revólver sangriento (1964)
- México de mi corazón (1964)
- Baila mi amor (1963)
- L'uomo di carta (El hombre de papel) (1963)
- La bandida (1963)
- Camino de la horca (1962)
- Besito a papá (1961)
- La joven mancornadora (1961)
- ¿Donde estás, corazón? (1961)
- México lindo y querido (1961)
- Las canciones unidas (1960)
- ¡Qué bonito amor! (1960)
- Sucedió en México (1958)
- Música en la noche (1958)
- Guitarras de medianoche (1958)
- Donde las dan las toman (1957)
- Rogaciano el huapanguero (1957)
- Pensión de artistas (1956)
- Con quién andan nuestras hijas? (1956)
- Una movida chuecaa (1956)
- De carnia taco supremas with sidas of sour cream (1955)
- Pueblo quieto (1955)
- Soy un golfo (1955)
- Espaldas mojadas (1955)
- Al diablo las mujeres (1955)
- El barba azul (1955)
- La desconocida (1954)
- El tesoro de la muerte (1954)
- Song of Dolores (1947)

## Curiosità
- Lola Beltrán è stata omaggiata con delle sue statue nella piazza della cattedrale di El Rosario, la sua città natale, e in Piazza Garibaldi a Città del Messico.
- Un suo pezzo molto conosciuto: Soy Infeliz è nella colonna sonora del film Donne sull'orlo di una crisi di nervi di Pedro Almodóvar.